# Stephan Remmler
Stephan Remmler (Witten, 1946. október 25. –) német énekes, dalszövegíró.

## Élete
Wittenben született és Bremerhaven nőtt fel egy amerikai diplomata fiaként. Az 1960-as években énekelt első zenekarában ami  Macbeats, később pedig a Just Us névre hallgatott. A zenekar 1969 végén feloszlott. Remmler később tanári diplomát szerzett és tanítani kezdett.
A hetvenes évek végén elhagyta a tanári pályát és 1980-ban megalapította a Trio együttest. Az együttes Da Da Da, című száma nemzetközi ismertséget hozott. Legismertebb számai még az Anna – Lassmichrein Lassmichraus és a Bum bum. 1986-tól szólóénekes.

## Lemezei

### Szóló
- 1986: Stephan Remmler
- 1988: Lotto
- 1991: Projekt F – Auf der Suche nach dem Schatz der verlorenen Gefühle
- 1993: Vamos
- 1996: Amnesia
- 2006: 1, 2, 3, 4 …

### Trio
- Trio (1981)
- Live im Frühjahr'82 (1982)
- Bye,bye (1983)
- Whats the password (1985)